# Europäische Badminton-Hochschulmeisterschaft 2013
Die Europäische Badminton-Hochschulmeisterschaft 2013 fand vom 6. bis zum 11. Mai 2013 in Uppsala statt. Es war die neunte Austragung der Titelkämpfe.

## Sieger und Platzierte
| Disziplin    | Gold                                                          | Silber | Bronze                                                               |
| ------------ | ------------------------------------------------------------- | --- | -------------------------------------------------------------------- |
| Herreneinzel | Sven Eric Kastens Universität des Saarlandes                  | Alexander Roovers Universität Duisburg-Essen                                                                | Sylvain Ternon Universität Rouen                                     |
| Herreneinzel | Sven Eric Kastens Universität des Saarlandes                  | Alexander Roovers Universität Duisburg-Essen                                                                | Mathieu Pohl Universität des Saarlandes                              |
| Dameneinzel  | Anika Dörr Universität Duisburg-Essen                         | Mona Reich Universität Mainz                                                                                | Manuela Díaz Carmona Universität Granada                             |
| Dameneinzel  | Anika Dörr Universität Duisburg-Essen                         | Mona Reich Universität Mainz                                                                                | Sonia Olariu MPU Victor Babeș Timișoara                              |
| Herrendoppel | Mikhail Loktev Vadim Novoselov Staatliche Universität Saratow | Sebastian Gransbo Peder Nordin Universität Stockholm                                                        | Joachim Areskär Richard Eidestedt Universität Uppsala                |
| Herrendoppel | Mikhail Loktev Vadim Novoselov Staatliche Universität Saratow | Sebastian Gransbo Peder Nordin Universität Stockholm                                                        | Fabian Hammes Hannes Käsbauer Universität des Saarlandes             |
| Damendoppel  | Anika Dörr Laura Wich Universität Duisburg-Essen              | Anastasia Dobrynina Viktoriia Vorobeva Volga Region State University of Physical Culture, Sport and Tourism | Catarina Cristina Vânia Leça Universidade Nova de Lisboa             |
| Damendoppel  | Anika Dörr Laura Wich Universität Duisburg-Essen              | Anastasia Dobrynina Viktoriia Vorobeva Volga Region State University of Physical Culture, Sport and Tourism | Sandra Emrich Mona Reich Universität Mainz                           |
| Mixed        | Anton Kaisti Sanni Rautala Universität Helsinki               | Ryhor Vorobev Viktoriia Vorobeva Volga Region State University of Physical Culture, Sport and Tourism       | Sebastian Gransbo Karolina Kotte Universität Stockholm               |
| Mixed        | Anton Kaisti Sanni Rautala Universität Helsinki               | Ryhor Vorobev Viktoriia Vorobeva Volga Region State University of Physical Culture, Sport and Tourism       | Peder Nordin Kristina Roman Universität Stockholm                    |
| Team         | Universität Helsinki                                          | Universität Rouen                                                                                           | Universität Stockholm                                                |
| Team         | Universität Helsinki                                          | Universität Rouen                                                                                           | Volga Region State University of Physical Culture, Sport and Tourism |